# La Carlota (Argentina)
La Carlota es una ciudad ubicada al sudeste de la provincia de Córdoba, Argentina. Es la cabecera del departamento Juárez Celman.
Se encuentra sobre el km 500 de la Ruta Nacional N.º 8 en la Pampa Húmeda, entre las ciudades de Venado Tuerto y de Río Cuarto, a la vera del Río Chocancharava o Río IV (según su nombre indígena). Su economía se basa principalmente en la agricultura y, en menor medida, la ganadería.

## Historia
A mediados del siglo XVIII fue levantado en el lugar el Fortín punta del Sauce, para defensa contra los pampas y ranqueles. Los jesuitas dejaron testimonios de la existencia de tierras recién pobladas en ese paraje. Luego se asentó allí el comandante de frontera, sargento mayor Francisco de Oyola, con su familia quienes con autorización obispal construyen una capilla en honor a Nuestra Señora de la Merced y entronizan en el año 1737 una imagen de la Virgen traída desde Cruz Alta. Por este motivo se toma esta fecha como el comienzo de la vida institucional del poblado y los festejos centrales por su fundación se realizan cada 24 de septiembre en honor a la patrona, cumpliendo en el año 2012, 275 años de vida institucional y de la llegada de la imagen que actualmente se encuentra en la parroquia. Dependía de la gobernación del Tucumán.
En 1787 se construyó un nuevo fuerte denominado Punta del Sauce en reemplazo del «Fortín del Sauce». EL 13 de febrero de 1789, el entonces gobernador intendente de Córdoba del Tucumán y posterior virrey del Río de la Plata, el marqués español Rafael de Sobremonte, ordenó la formación de una villa. En su jurisdicción incluyó el «Fuerte de San Carlos», con el nombre de La Lusiana, y también Las Tunas y San Rafael de Loboy.
El 12 de abril de 1797, el rey Carlos IV de España otorgó, en Aranjuez, la Real Cédula que elevó al pueblo de Punta del Sauce a la categoría de Villa Real de La Carlota, nombrada así en honor al monarca.
La Carlota recibió a un grupo de ingleses, enviados al fuerte tras ser tomados prisioneros en 1806. El general José de San Martín la visitó en varias oportunidades en sus travesías entre Buenos Aires y Cuyo. Allí el 9 de octubre de 1819 el Libertador decidió desobedecer al entonces director supremo Rondeau que lo solicitaba en Buenos Aires para combatir la anarquía y mediante una carta escrita en el fuerte Punta del Sauce le hace saber que retornara a Chile para preparar su ejército y liberar al Perú.

## Patrimonio
- Iglesia matriz: de 1907, consagrada a Nuestra Señora de las Mercedes guardando la imagen de antiguo origen portugués que fuera entronizada en la capilla de 1737. Luce los atributos de "Generala del Ejército Argentino", conforme a la tradición ordenada por el doctor-general Manuel Belgrano. En el año 2012 fue coronada por el obispo diocesano Eduardo Eliseo Martin con la corona de 12 estrellas nombrándola señora del lugar y el intendente la proclamó intendenta de La Carlota entregándole las llaves de la ciudad. Hay un Cristo de importante valor artístico; imaginería peruana de la colección Barreto donada por este a la población de La Carlota a mediados del siglo XX. Con la cabeza tallada en marfil, este está valuado en 60.000 dólares; fue sustraído de la parroquia en el año 2003 y a pesar de la colaboración de Interpol en el caso, no se habían encontrado rastros hasta el mes de febrero del año 2014, cuando en la provincia argentina de Mendoza y gracias al trabajo conjunto de la policía de ambas provincias se logra recuperar esta destacada obra de arte. El cielorraso del templo, de trabajada marquetería e inspirado en el cielorraso de la basílica de Santa María la Mayor (Roma), es obra del notable ebanista José Gil, discípulo de Gaudí, nacido en España y radicado hasta su muerte en La Carlota.

- Plaza del Algarrobo: trazada para dar marco a un importante ejemplar de algarrobo, de la flora autóctona de la región, tiene más de 400 años y su copa supera los 30 m de diámetro.

## Población
Cuenta con 14 481 habitantes (Indec, 2022), lo que representa un incremento del 12,3% frente a los 12 722 habitantes (Indec, 2010) del censo anterior.
| Gráfica de evolución demográfica de La Carlota entre 1980 y 2022 |
|                                                                  |
| Fuente: censos nacionales del INDEC                              |

## Ciudad hermanada
En 1982 comenzó un intercambio entre habitantes de esta ciudad y de La Carlota, Córdoba, España. Se iniciaba así un hermanamiento entre las ciudades homónimas, que ya estaban unidas por características sociales compartidas y aspectos históricos en común. Posteriormente, ese contacto se afianzó con la visita recíproca de autoridades y otros representantes de ambas partes. El reconocimiento formal del vínculo fraterno, ocurrió el 29 de abril de 1993 con el Acta Convenio de Hermanamiento y Cooperación en la cual se acordó "comprometer esfuerzos y acciones para profundizar el conocimiento mutuo y desarrollar áreas de interés común y cooperación que promuevan el crecimiento integral de las dos comunidades".

## Cultura y Deportes

### Fiesta de la Tradición

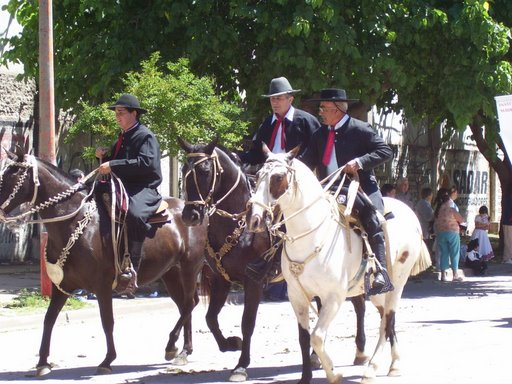
Día de la Tradición.

Cuentan que fue allá por al año 1964, cuando un grupo de carlotenses que por entonces se juntaban a jugar al polo, tuvieron la feliz idea de organizar una fiesta gaucha, donde el hombre de campo pudiera mostrar sus habilidades ante los vecinos del pueblo. Suponemos que ha sido fundamental el rol de las estancias que rodeaban la ciudad, las cuales aportaban animales para las diferentes actividades desarrolladas.
Desde entonces, el domingo de noviembre más cercano al Día de la Tradición (10 de noviembre), La Carlota vive una jornada pintada en celeste y blanco.
En sus comienzos, el desfile se concentraba frente a la parroquia, para que después de la misa mañanera, trasladarse por el bulevar Vélez Sársfield rumbo al lugar donde se llevaban a cabo los festejos centrales. Allí, el público disfrutaba de las pialadas de potros, carreras de sortija, apareadas de novillos, doma de terneros, hasta que en el año 1967 se llevó a cabo la primera jineteada y posteriormente comenzó a bailarse el Pericón Nacional.
Difícilmente aquellos pioneros habrán imaginado la dimensión que iría tomando la fiesta con el correr del tiempo.
Desde el año 1979, la concentración del desfile se trasladó al Fuerte Punta del Sauce y el recorrido atravesaba las avenidas Irigoyen y San Martín.
Los años fueron pasando y la Fiesta de la Tradición mantuvo el espíritu de sus comienzos. La pasión por mantener la llama encendida fue pasando de generación en generación. Es así, que en 1989 se produjo una gran renovación en la comisión organizadora y poco tiempo después, los Amigos de la Tradición consiguieron tener su propio Campo de Destrezas. Un predio de 11 hectáreas ubicado al este de la ciudad, siendo sin dudas, uno de los hechos más relevantes en la historia de la agrupación.
A mediados de los ´90 el evento trascendió las fronteras de la ciudad y la región, para cobrar prestigio a nivel nacional en los primeros años del siglo XXI.
Desde 2004 comenzaron a realizarse marchas a caballo, las cuales partieron desde diferentes lugares del país en los días previos a la fiesta, dejando en el camino el claro mensaje de argentinidad, del cual se hicieron eco una infinidad de paisanos de cada pueblo por los que pasaban las cabalgatas.
El folklore siempre estuvo ligado de diferentes maneras: mediante payadores, el mismo Pericón Nacional, artistas que pasaron por los escenarios y en la actualidad a través de las peñas callejeras, las cuales le han otorgado un interesante complemento al evento.
Hoy, la fiesta sigue creciendo, a tal punto que todo comienza una semana antes con la partida de las marchas. La noche del viernes se viven las peñas callejeras y la actividad en el campo ya se disfruta durante la tarde del sábado.
El desfile de La Carlota es único por su magnitud y también por la calidad de carruajes, emprendados y pilchas gauchas que lucen orgullosos los paisanos.
La jineteada es el plato fuerte de la fiesta, ya que de cada monta nacen desafíos electrizantes, en los que jinete y reservado se juegan el prestigio de triunfar en tierras carlotenses.
El avance de la tecnología brindó grandes herramientas en materia de comunicación, lo que permitió difundir la fiesta a lo largo y ancho del país a través de medios gráficos, radiales, televisivos y digitales.
Si diéramos nombres propios, seguramente haremos “un acto de injusticia” al olvidarnos o al omitir a la gran mayoría.
Como hijos de esta tierra, debemos expresar nuestro más sincero agradecimiento para aquellos viejos paisanos que plantaron los cimientos y a todos los que pusieron su granito de arena para que hoy podamos inflar el pecho y decir: “El País, se reúne en La Carlota… por Tradición!

### Fútbol y deportes
Sus principales clubes deportivos son: Jorge Ross, Central Argentino, Sportivo Oeste y Club Social Carlota-En tercer lugar y fundado en diciembre de 1954 está uno de los más importantes clubes de Ajedrez de la provincia: el Círculo de Ajedrez La Carlota, que ha campeonado reiteradamente tanto en lo individual como en torneos por equipos.

## Geografía

### Lagunas
En las cercanías de la ciudad se encuentran varias lagunas con buena pesca de pejerrey. Entre las principales se distinguen La Brava, Santana, La Salada, El Nene.

## Parroquias de la Iglesia católica en La Carlota
| Diócesis  | Villa de la Concepción del Río Cuarto |
| --------- | ------------------------------------- |
| Parroquia | Nuestra Señora de la Merced           |